# П'єр Буагільбер
П'єр Буагільбе́р (Буагійбер) (фр. Boisguillebert; 17 лютого 1646 — 10 жовтня 1714) — французький економіст. Засновник класичної політичної економії у Франції.

## Біографічні відомості
Народився в Руані в дворянській сім'ї. Здобув гарну освіту. Займався певний час літературною діяльністю, потім юриспруденцією. Від 1689 року і до останніх днів життя займав посаду судді в Руані.

## Економічні погляди
Особливості економічного розвитку Франції позначилися на формуванні економічних поглядів Буагільбера. У працях «Докладний опис становища Франції…» (1696), «Роздрібна торгівля Франції» (1699), «Міркування про природу багатства, грошей і податків» (1707) та інших Буагільбер виступав з гострою критикою меркантилізму. Усупереч останньому він джерелом багатства вважав не обіг, а виробництво, зокрема сільське господарство. Він оголосив себе «адвокатом сільського господарства» і вимагав від уряду всілякого сприяння аграріям.
Буагільбер виступав за реформування податкової системи, проти державного регулювання цін на зерно. Свої економічні ідеї, спрямовані на реформування державної економічної політики, він викладав у досить різкій формі, не уникаючи політичних випадів проти уряду, що накликало на нього навіть репресії.
Теоретично обґрунтовуючи питання реформування економічної політики, Буагільбер, як і Петті, ставив кілька проблем: чим визначається економічне зростання країни, дією яких законів забезпечується, що є джерелом багатства, що лежить в основі ціни.
Буагільбер розумів об'єктивну суть економічних законів, які діють як закони природи. Природу він ототожнює з Провидінням, тобто з Богом. Він виступав проти втручання держави в економічне життя. Природа, наголошує він, сама встановить порядок, пропорційність цін, відновить торгівлю.
На противагу меркантилістам, які багатство ототожнювали тільки з грошима, Буагільбер доводив, що справжнє багатство нації — це різні корисні речі, а передусім продукти землеробства. Джерелом багатства є праця.

### Теорія вартості
Буагільбера, як і Петті, Карл Маркс називав засновником трудової теорії вартості. Буагільбер виділяв ринкову ціну і «істинну», або «справедливу» вартість товару. Величину останньої він визначав затратами праці. Буагільбер виходив із того, що всі економічні зв'язки між людьми ґрунтуються на обміні продуктами праці. Цей обмін, підкреслював він, має відбуватися згідно із витратами праці. Отже, Буагільбер стояв на позиціях еквівалентного обміну.
Для нормального економічного розвитку країни, за Буагільбером, потрібен вільний обмін між галузями виробництва й відшкодовування витрат виробників. Ці проблеми можна розв'язати міжгалузевим поділом праці за умов вільної конкуренції. Робочий час, який припадає на одну одиницю товару за умов такого поділу, і становить, на думку Буагільбера, його «істинну вартість».
Метою товарного виробництва Буагільбер вважав споживання. Основну увагу він звертав на споживну вартість.
Заслуговує на увагу думка Буагільбера про необхідність рівноваги в ринковій економіці. Порушення рівноваги, підкреслював він, задушить усе в державі.

### Теорія грошей
Оскільки Буагільбер не мав чіткого розуміння природи товарного виробництва, то це проявилося у трактуванні ним самого поняття «гроші». Якщо в Петті вартість проявляється у грошах, то Буагільбер брав за основу прямий товарообмін. Він вважав, що гроші взагалі порушують природну рівновагу товарного обміну відповідно до «істинної вартості».
Усупереч меркантилістам, які вважали гроші єдиним видом багатства, Буагільбер бачив у них джерело всіх нещасть товаровиробників. Єдина корисна функція грошей, яку визначав Буагільбер, — це полегшення обміну. Саме тому, на його думку, не має значення, який товар виконує функцію засобу обігу. Отже, золото і срібло можна замінити паперовими знаками.
Економічні ідеї Буагільбера сприйняли та далі розвинули фізіократи.